# Mitropacup 1964
De Mitropacup 1964 was de 24e editie van deze internationale beker en voorloper van de huidige Europacups.
De opzet van het toernooi bleef dit jaar hetzelfde, het traditionele knock-outsysteem. De clubs kwamen ook dit jaar uit Hongarije, Italië, Joegoslavië, Oostenrijk en Tsjechoslovakije.
Spartak Praag Sokolovo werd winnaar van dit toernooi.
 Kwart finale 
| Winnaar                | Land               | Uitslagen | Land                 | Verliezer            |
| ---------------------- | ------------------ | --------- | -------------------- | -------------------- |
| Spartak Praag Sokolovo | Vlag van Tsjechië  | 1-1 , 3-1 | Vlag van Hongarije   | MTK Boedapest        |
| Slovan Bratislava      | Vlag van Tsjechië  | 1-2 , 3-0 | Vlag van Joegoslavië | Zeljeznicar Sarajevo |
| Bologna FC 1909        | Vlag van Italië    | 1-0 , 2-2 | Vlag van Joegoslavië | OFK Belgrado         |
| Vasas Boedapest        | Vlag van Hongarije | 3-1 , 1-1 | Vlag van Oostenrijk  | Linzer ASK           |

 Halve finale 
| Winnaar                | Land              | Uitslagen | Land               | Verliezer       |
| ---------------------- | ----------------- | --------- | ------------------ | --------------- |
| Spartak Praag Sokolovo | Vlag van Tsjechië | 2-2 , 3-0 | Vlag van Italië    | Bologna FC 1909 |
| Slovan Bratislava      | Vlag van Tsjechië | 1-1 , 2-0 | Vlag van Hongarije | Vasas Boedapest |

 Finale 
| WINNAAR                | Land              | Uitslagen | Land              | FINALIST          |
| ---------------------- | ----------------- | --------- | ----------------- | ----------------- |
| Spartak Praag Sokolovo | Vlag van Tsjechië | 0-0 , 2-0 | Vlag van Tsjechië | Slovan Bratislava |

1927 · 1928 · 1929 · 1930 · 1931 · 1932 · 1933 · 1934 · 1935 · 1936 · 1937 · 1938 · 1939 · 1940 · 1951 · 1955 · 1956 · 1957 · 1958 · 1959 · 1960 · 1961 · 1962 · 1963 · 1964 · 1965 · 1966 · 1967 · 1968 · 1969 · 1970 · 1971 · 1972 · 1973 · 1974 · 1975 · 1976 · 1977 · 1978 · 1980 · 1981 · 1982 · 1983 · 1984 · 1985 · 1986 · 1987 · 1988 · 1989 · 1990 · 1991 · 1992